# Філософія теплової та статистичної фізики
Філософія теплової та статистичної фізики — це частина філософії фізики, предметом якої є поєднання класичної термодинаміки, статистичної механіки та суміжних теорій. Його центральні питання включають наступне.
- Що таке ентропія і що про це говорить другий закон термодинаміки?
- Чи містить термодинаміка чи статистична механіка елемент необоротності часу?
- Якщо так, то що нам розповідає статистична механіка про вісь часу?
- Що таке природа ймовірностей, що виникає в статистичній механіці?